# Děkanství (Holohlavy)
Barokní budova fary (děkanství) se nalézá v ulici Dlouhá čp. 1 v obci Holohlavy v okrese Hradec Králové naproti kostelu svatého Jana Křtitele. Barokní budova děkanství pocházející z roku 1760 je chráněna jako kulturní památka. Národní památkový ústav děkanství uvádí v katalogu památek pod rejstříkovým číslem ÚSKP 36818/6-606.

## Popis
Fara (děkanství) v Holohlavech je volně stojící jednopatrová budova s valbovou střechou krytou bobrovkami doplněnou nízkým trojúhelným štítem nad střední osou vstupního průčelí. Před hlavním vstupem je jedno pole arkády nesoucí v patře balkon s kamennou balustrádou. Přízemí je členěno omítaným soklem, v ploše pásovou bosáží, v níž se uplatňují úzké vpadlé rámce kolem oken. Kordonová římsa odděluje hladké patro, členěné bosovanými lizénami v nárožích a po stranách trojosého středu. Okna mají štukové šambrány s lištou a ušima ve všech rozích, nahoře doplněné kapkami a u tří středních os ještě plastickými klenáky provázanými až do římsy. Hlavní římsa bohatě profilovaná. Okna v přízemí jsou čtyřkřídlá, šestitabulková, osazena mělce do špalety. Okna 1. patra jsou čtyřkřídlá, osmitabulková, osazená do líce fasády.
Farní zahrada je ohrazena zdí, zčásti ještě z lomového kamene, zčásti již přestavěnou. 
Západní průčelí je nepravidelně 4-osé. Člení je omítaný sokl, v přízemí lizénové rámy a štukové šambrány oken s lištou a ušima ve všech rozích, v nadpraží oken se šambrána vzhůru zalamuje. Patro je nečleněné, zakončené korunní římsou. Okna v přízemí jsou čtyřkřídlá, šestitabulková, osazená v mělké špaletě, v patře čtyřkřídlá, osmitabulková okna v mělké špaletě.
Severní průčelí člení na dvě nestejné části patrový jednoosý hranolový výběžek záchodů s pultovou střechou. Omítky mají okrový nátěr s bílými doplňky (rámování oken). 
Východní průčelí (boční, ke kostelu) je v přízemí 4-osé, okna jsou ponořena ve špaletách s jednoduchými šambránami. Plochu přízemí pokrývá pásová bosáž, nad ní je pásová kordonová římsička, na níž spočívají kvádrové lizény nesoucí hlavní římsu. 

## Galerie

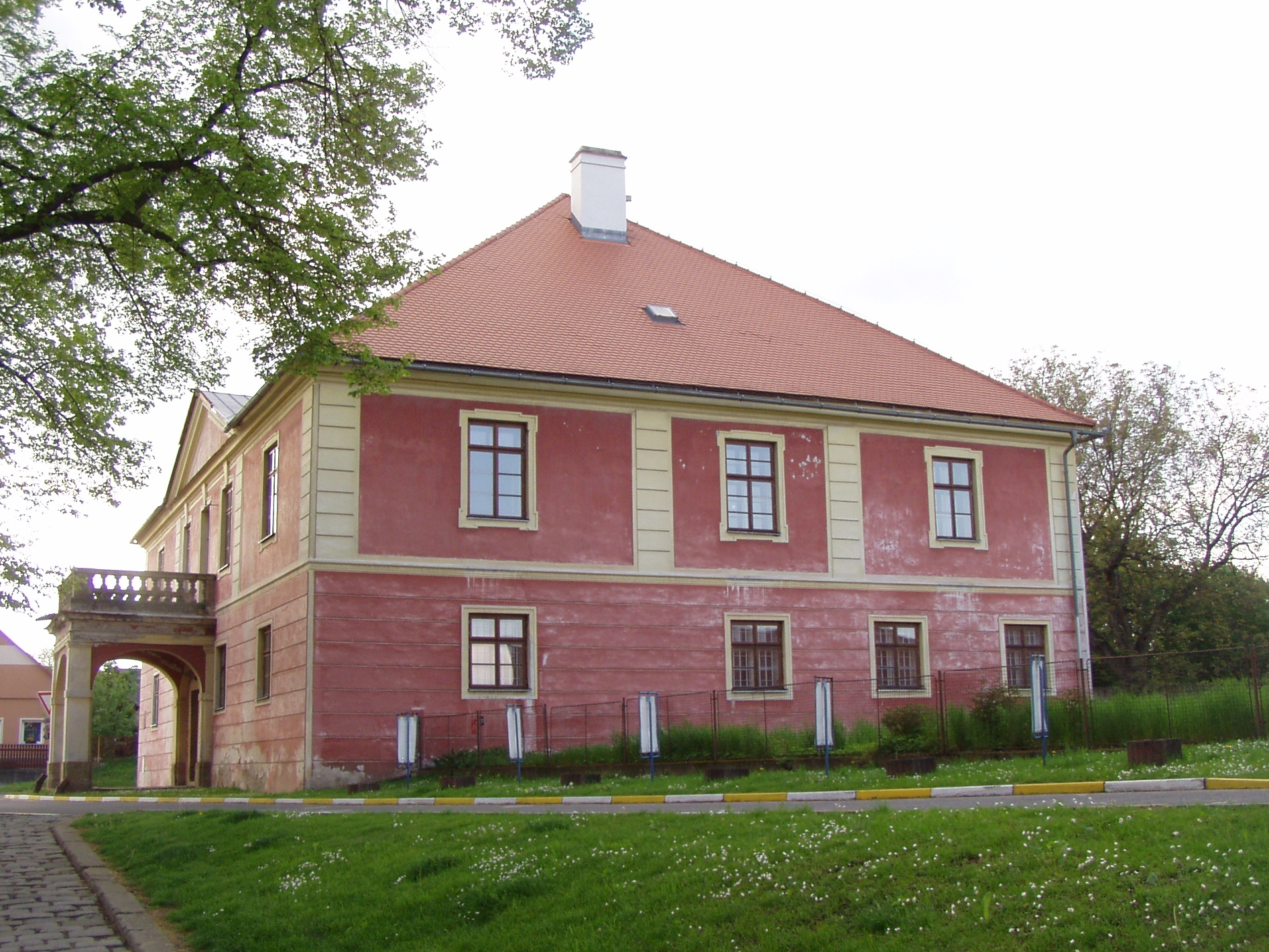
Budova děkanství v Holohlavech